# 1160
1160 (MCLX) je bilo prestopno leto, ki se je po julijanskem koledarju začelo na petek.

## Dogodki

### Slovenija
- Ustanovitev Žičke kartuzije.

#### Druga italijanska odprava 1158-62
- januar - Rimsko-nemški cesar Friderik I. Barbarossa končuje z obleganjem mesta Crema, ki se mu vztrajno upira že skoraj leto dni. Friderik hoče demoralizirati oblegance s tem, da na oblegovalne naprave priveže talce iz mesta, vendar se njegov načrt spremeni v pokol. ↓
- 21. januar → Zadnji napad na mesto. Mesto je popolnoma zavzeto šele po štirih dneh uličnih bojev. Po zavzetju cesar Friderik preživelim dovoli, da se izselijo iz mesta preden ga požge do tal in razruši obzidje. Zavzetje Creme je močno sporočilo za ostala italijanska mesta, ki se mu upirajo.
- Po kapitulaciji Creme zahteva cesar Friderik od papeža Aleksandra III., da se mu podredi. Aleksander III. ga zavrne, zato prizna Friderik za legitimnega papeža protikandidata Viktorja IV..↓
- → Papež Aleksander III. izobči cesarja Friderika I. Barbarosso in protipapeža Viktorja IV.. Politični rezultat tega izobčenja je, da se tesneje povežeta papež in sicilski kralj Vilijem I.

#### Ostalo po Evropi
- 16. januar - Umrlega badenskega in veronskega mejnega grofa Hermana III. nasledi sin Herman IV.
- 18. maj - Umorjenega švedskega kralja Erika IX. nasledi danski uzurpator Magnus II.
- 24. junij - Po umoru nadškof Mainza Arnolda iz Selenhofna, ki ga je linčala množica, ker je vodil nadškofijo s pretrdo roko,  nastopi v mainški nadškofiji obdobje zmede. Cesar Friderik Barbarossa postavi mesto neposredno pod cesarsko upravo in (proti)papež Viktor IV. imenuje novega nadškofa Konrada iz Wittelsbacha.
- 4. oktober - Francoski kralj Ludvik VII. ne žaluje dolgo za soprogo in kraljico Konstanco Kastiljsko, ki je umrla med porodom. Že naslednji mesec se (v tretje) poroči z Adelo Šampanjsko.
- 11. november - Umor vplivnega siciljanskega admirala in državnika Maja iz Barija. Njegovi politični nasprotniki so mu očitali neuspeh pri obrambi Afrike pred muslimani, dejansko pa je reorganiziral upravo in utrdil vladanje sicilskega kralja Vilijema I. ter vseh naslednjih kraljev.
- Po smrti bizantinske cesarice nemškega rodu Berte Sulzbaške se cesar Manuel I. Komnen na novo poroči z antiohijsko princeso Marijo.
- Rekonkvista: velika portugalska ofenziva na jugu proti muslimanom oziroma Almohadom.
- Nemčija: berški grof Adolf II. se pomeniši. 1161 ↔
- Saksonci in Danci izvedejo uspešno invazijo na ozemlje slovanskih poganskih Obotritov (današnji Mecklenburg). Osvojeno ozemlje si razdelijo in pokristjanjijo. ↓
  - → Začetek nemške plemiške rodbine Mecklenburg, ki je obotritskega izvora. Prednik je poganski poglavar tega ljudstva Niklot, ki je bil ubit to leto. Odpor z mešanimi uspehi nadaljuje njegov sin Pribislav.
- Po smrti Madoga ap Maredudda, valižanskega kralja žepnega kraljestva Powys, že tako majhno kraljestvo razpade na dva dela.
- Francija: angleški kralj Henrik II. in francoski kralj Ludvik VII. skleneta mirovni sporazum. Še isto leto od sporazuma odstopi Ludvik, ko preda svoji starejši hčeri v zakon sinovoma bloiškega grofa Teobalda V.. ↓
- → Kralj Henrik II. zasede strateški Vexin, napade Grofijo Bloise in mobilizira sile za zavzetje Toulousa, ki je povod za nov spor. 1161 ↔
- Anglija: aktualni kraljevi zakladnik in škof Elya Nigel plača angleškemu kralju Henriku II., da zaposli sina Richarda FitzNigela za kraljevega zakladnika. Nov kandidat se izkaže za izjemnega organizatorja in upravljalca kraljevih financ. ↓
- → Ustanovitev gimnazije Derby School: avguštinci prejmejo od lokalnega magnata v dar stavbo, ki jo uporabijo za poučevanje dečkov.
- Francoski pesnik Benoît de Sainte-Maure dokonča obsežno pesnitev Romanca o Troji (Le Roman de Troie).

### Azija

#### Bližnji vzhod
- 23. november - Nur ad-Dinova vojska ujame antioškega kneza Rejnalda Chatillonskega, ki je plenil po severni Siriji. Rejnald ostane v sirskem ujetništvu naslednjih šestnajst let (→ 1176), ker nihče noče zbrati odkupnine zanj.
- Umrlega abasidsega kalifa v Bagdadu Al-Muktafija, ki je restavriral politično moč abasidskih kalifov, nasledi sin Al-Mustandžid.
- Umrlega velikega mojstra meniškega viteškega reda Hospitalcev Raymonda du Puya nasledi Auger de Balben.

#### Daljni vzhod
- 19. januar -  Začetek ti. Heidži upora na Japonskem. Spopadeta se klana Taira in Minamoto, ki je izkoristil odsotnost Taire Kijomorija, podpornika cesarja Nidža. Tega dne klan Minamoto napade cesarsko palačo in jo zavzame, z njo pa cesarja za talce.
- 5. februar - Taira Kijomori obrne neugodno situacijo v svoj prid s tem, da pretihotapi cesarja iz palače ter nato porazi klan Minamoto in se polasti njihovih posesti.
- Umrlega kmerskega kralja Dharanindravarmana II. nasledi sin Jasovarman VII.
- Mongolija: Hutul Kana, umrlega voditelja konfederacije mongolskih plemen Hamag nasledi Jesugej (Džingiskanov oče), vendar s težavo ohranja enotnost med plemeni.

### Afrika
- 11. januar - Almohadi zavzamejo Mahdijo, prestolnico italonormanske Kraljevine Afrike (Regno d'Africa). Ob zavzetju pobijejo ali pa nasilno spreobrnejo vse jude in kristjane.
  - Izguba za eno stran je priložnost za drugo: Almohadi in Pisanci sklenejo trgovski sporazum.
- Egipt: umrlega, komaj 11-letnega, fatimidskega kalifa Al-Faiza nasledi prav tako mladoletni brat Al-Adid. Čeprav naj bi vladali regenti, je njihova oblast zelo šibka. Al-Adid je zadnji, 14. fatimidski kalif.

## Rojstva
- 12. maj - Ibn al-Asir, arabski zgodovinar in biograf  († 1233)
- 4. oktober - Alica Francoska, princesa, hči Ludvika VII. († 1220)

Neznan datum
- Adela Meissenska, češka kraljica († 1211)
- Adolf III., holsteinski grof († 1225)
- Ibn Al-Athir, sirski zgodovinar († 1233)
- Azriel ben Menahem, katalonski judovski mistik in rabin († 1238)
- Bertold V., vojvoda Zähringena († 1218)
- Cadenet, provansalski trubadur († 1235)
- David iz Dinanta, francoski filozof, panteist († 1217)
- David Kimhi, provansalski rabin, filozof, slovničar († 1235)
- Domald Sidraški,  dalmatinski plemič († okrog  1243)
- Dulca Aragonska, princesa, portugalska kraljica († 1198)
- Godfrej iz Villehardouina, francoski kronist († 1212)
- Hartman I., grof Württemberga († 1240)
- Hubert Walter, canterburyjski nadškof († 1205)
- Ida Boulognska, grofica Boulogneja († 1216)
- Izak Slepi, provansalski judovski rabin, mistik († 1235)
- Jakub al-Mansur, almohadski kalif († 1199)
- Janez de Matha, francoski duhovnik, ustanovitelj reda trinitarijancev († 1213)
- John de Courcy, hiberno-normanski plemič, 1. grof Ulster († 1219)
- Kancler Filip, francoski filozof, teolog in pesnik († 1236)
- Majnhard II., goriški in tirolski grof († 1231)
- Mestvin I., vojvoda Vzhodne Pomeranije († 1220)
- Muhammad Ghūrī, guridski sultan († 1206)
- Pérotin, francoski skladatelj († 1220)
- Sibila Jeruzalemska, kraljica Jeruzalema, grofica Jaffe in Askalona († 1190)
- Simon de Montfort, anglo-francoski baron, 5. grof Leicester, križar († 1218)
- Tamara Velika, gruzijska kraljica († 1213)
- Taira Noricune, japonski bojevnik († 1185)
- Valram IV., vojvoda Limburga († 1226)
- Vilijem I. iz Cagliarija, sardinski kralj Cagliarija († 1214)

Teoretično: Robin Hood, angleški legendarni junak in izobčenec

## Smrti
- 16. januar - Herman III., mejni grof Badna, Verone (* 1105)
- 11. februar - Minamoto Jositomo, japonski bojevnik (* 1123)
- 18. marec - Ibn Al-Kalanisi, arabski kronist (* 1070)
- 18. maj - Erik IX., švedski kralj (* 1120)
- 24. junij - Arnold iz Selenhofna, nadškof Mainza
- 20. julij - Peter Lombard, škof Pariza, teolog in filozof  (* 1100)
- 4. oktober - Konstanca Kastiljska, francoska kraljica (* 1140)
- 10. november - Maj iz Barija, sicilski admiral

Neznan datum
- Al-Faiz, 13. fatimidski kalif (* 1149)
- Al-Muktafi, abasidski kalif v Bagdadu (* 1096)
- Dharanindravarman II., kmerski kralj
- Herman Koroški, slovenski filozof, astronom, astrolog, matematik, prevajalec, pisatelj (približni datum) (* okoli 1100)
- Hugo Primas, francoski pesnik v latinščini (* 1090)
- Ibn Guzman, andaluzijski pesnik (* 1078)
- Madog ap Maredudd, valižanski kralj Powysa
- Minamoto Josihira, japonski bojevnik (* 1140)
- Niklot, poganski knez slovanskih Obodritov (* 1090)
- Raymond du Puy, veliki mojster meniškega reda hospitalcev (* 1083)
- Robert iz Kettona, angleški teolog, astronom, arabist (* 1110)
- Teodor Prodrom, bizantinski pesnik (* 1115)